# Sardulgarh
Sardulgarh è una suddivisione dell'India, classificata come nagar panchayat, di 16.315 abitanti, situata nel distretto di Mansa, nello stato federato del Punjab. In base al numero di abitanti la città rientra nella classe IV (da 10.000 a 19.999 persone).

## Geografia fisica
La città è situata a 29° 41' 60 N e 75° 15' 0 E e ha un'altitudine di 209 m s.l.m..

## Società

### Evoluzione demografica
Al censimento del 2001 la popolazione di Sardulgarh assommava a 16.315 persone, delle quali 8.778 maschi e 7.537 femmine. I bambini di età inferiore o uguale ai sei anni assommavano a 2.448, dei quali 1.340 maschi e 1.108 femmine. Infine, coloro che erano in grado di saper almeno leggere e scrivere erano 8.801, dei quali 5.148 maschi e 3.653 femmine.